# Беково (усадьба)
«Бе́ково» — образцовое в хозяйственном отношении имение XIX века дворян Устиновых на берегу реки Хопёр в одноимённом селе Сердобского уезда Пензенской губернии. Как и другие уездные помещики, Устиновы находились под впечатлением близлежащей вельможной усадьбы Надеждино и копировали её архитектурное решение. Уцелевшие усадебные постройки ныне занимает социальный объект «Пансионат ветеранов войны и труда».

## Описание
Усадьба Устиновых занимала третью часть села Беково. В усадьбе были барский дом в архитектурном стиле классицизма, построенный в 1830—1832 годах и имевший народное название «Зеркальный дворец», 5 каменных жилых домов, сад, оранжерея, каменная кладовая, хлебный двухэтажный деревянный амбар, деревянный птичий двор, два каменных конюшенных двора, каменный лесопильный завод. «Зеркальный дворец», сгорел дотла в начале 1920-х годов. Название главного барского дома «Зеркальный дворец» связано с большим обилием окон, помещение было трудно отапливать в зимнее время. На р. Хопёр была водяная мукомольная мельница. В имении Устиновых возделывали зерновые хлеба, крупяные культуры, выращивали лён. На собственных винокурнях получали спирт, сбываемый государству. Почти два десятка десятин занимал яблоневый сад. В усадьбе были молочное стадо симментальских метисов, отары овец, табун лошадей.
В 1877 году близ села Беково, в принадлежавшем Устиновым лесу, на горе «Шихан» было открыто кумысолечебное заведение (для лечения больных туберкулезом). Вдоль прорубленной в лесу просеки были выстроены домики с меблированными комнатами. Рядом, на большой поляне, был построен вокальный зал на сто человек, в котором два раза в неделю устраивались танцевальные вечера. Вблизи был пруд (озеро-старица реки Хопёр) с лодками для катания. Народное название пруда «Затон».
Барская жилая усадьба располагалась в юго-восточной части села у пруда «Затон» и тянулась вдоль берега узкой полосой, имеющей ширину не более 150 метров и длину около километра. Площадь усадьбы была не более 10—13 десятин. Усадьба была огорожена забором. В северо-восточном углу усадьбы, близ реки, с 1825 года стояла Покровская церковь с колокольней. Рядом с церковью было кладбище, где были захоронения и Устиновых (вполне возможно, здесь же находилась и могила первого владельца усадьбы).
В противоположной, северо-западной стороне зелени парка возвышался, словно средневековый замок, каменный хозяйственный дом в псевдоготическом стиле. Здание было построено между 1800—1830 годах, то есть раньше «Зеркального дворца». По состоянию на 2020 год оригинальность сохранила только псевдоготическая башня, к которой были пристроены обширные корпуса в XX веке.
Со временем площадь жилой усадьбы Устиновых оказалась полуокружённой сельскими постройками, большой рыночной площадью, пристанционными постройками и посёлком, образовавшимся после проведения А. М. Устиновым небольшой железнодорожной ветки, соединившей село Беково со станцией Вертуновская.
На территории усадьбы располагается братская могила павших за установление Советской власти в селе Беково.
В годы Великой Отечественной войны 1941—1945 годах на территории усадьбы располагались военные госпитали № 4580 и № 5336 (II, III, IV отделения), затем — санаторий Приволжского военного округа (ПриВО) Красной Армии (офицерский дом отдыха). В 1976 году здание передали под профсоюзный санаторий. А через двадцать лет здесь был открыт пансионат для ветеранов.
По состоянию на 2020 год на территории усадьбы располагается социальный объект «Пансионат ветеранов войны и труда».

## Владельцы
Создатель усадьбы — коллежский советник Адриан Михайлович Устинов (1802—1883), третий сын саратовского миллионера Михаила Андриановича Устинова, который приобрёл село Беково у семьи М. З. Дурасова в самом начале XIX века.
Адриан Устинов был бековским помещиком 53 года, в период с 1830 по 1883 годы. По своим убеждениям А. М. Устинов был либералом. С 1819 по 1829 годы он служил в Азиатском департаменте и архиве коллегии Министерства иностранных дел Российской империи. Ушёл в отставку в чине коллежского советника. Был близко знаком со многими известными людьми времен царствования императора Александра I. Среди его знакомых — государственные деятели М. М. Сперанский, М. А. Милорадович, декабристы С. П. Трубецкой, З. Г. Чернышов, П. А. Муханов, Б. К. Данзас, В. П. Зубков, И. Н. Горсткин, литераторы М. П. Погодин, С. П. Шевырёв. Фамилия А. М. Устинова фигурировала в следственных делах по декабристам. Однако из-за отсутствия веских доказательств причастности к тайным обществам Устинов не был арестован. В личном архиве А. М. Устинов сохранил документы по истории декабристского движения, он также материально помогал одному из декабристов — Ф. Ф. Вадковскому — в ссылке.
А. М. Устинов был крупным помещиком. После смерти отца в 1836 году он имел в своём распоряжении 2000 душ мужского пола и столько же женского, которые проживали в сёлах Беково, Соколке, деревнях Миткирей, Подлесная, Еланка, Байка, в выселке Васильевском.
А. М. Устинов был женат на Анне Карловне Шиц (ум. 1837), дочери подполковника К. П. Шица, коменданта города Гродно. Свадьба состоялась в 1824 году. У четы Устиновых было 7 детей, двое из них скончались в младенчестве. Дочь Адриана — Екатерина Адриановна Устинова (1824—1846) была замужем за Аркадием Дмитриевичем Столыпиным (1822—1899). У них был сын Дмитрий Аркадьевич Столыпин (1846—1899). Во время родов Е. А. Устинова умерла. А. Д. Столыпин воспитывал своего сына вместе с А. М. Устиновым. Вторым браком Аркадий Дмитриевич Столыпин был женат на Наталье Дмитриевне Горчаковой (1827—1889). От этого брака родился Пётр Аркадьевич Столыпин (1862—1911), единокровный брат Дмитрия Столыпина, внука А. М. Устинова.
После смерти А. К. Шиц Адриан Устинов жил гражданским браком с Марьяной Крюковой, служившей у него в усадьбе. У Адриана Устинова и Марьяны Крюковой была два сына — Адриан и Александр. По указанию Устинова для них в Беково был построен дом. Адриан Александрович Крюков (1849—1908) был профессором Московского университета, известным российским офтальмологом (отчество Крюкова — по имени его крёстного отца). В 1892 году Крюков, по просьбе студентов, издал «Курс глазных болезней», читавшийся им в Московском университете. В переработке В. П. Одинцова «Курс глазных болезней» являлся учебником советских офтальмологов.
А. М. Устинов был хорошим знакомым А. С. Пушкина. С великим поэтом Адриан Михайлович познакомился в феврале 1831 года. По предположению Л. Краваль, в 1833 году, возвращаясь в Петербург из Оренбургской губернии, где поэт собирал материал для истории Пугачёвского бунта, А. С. Пушкин посетил Устинова в бековском имении.
А. М. Устинов оставил о себе самые тёплые воспоминания современников. Так, Е. Н. Колпакова писала ему:
«В Вас пришлось мне встретить человека, стоящего выше всех предрассудков и мелочей света, Вы не смотрите на людей с высоты исключительно своего положения, далеко ставите деление на касты. В этом мне пришлось убедится самой, и это высказываю я не Вам одним, а потому, может быть, несколько смело, составила себе такое мнение, что только благородство и человечность, в широком значении этого слова, заслуживают звание аристократа, но не как аристократизм дает право на звание честного и нравственно развитого человека»
В селе Беково действовала каждую осень Покровская ярмарка, постоялый дом для купцов ярмарки был построен при усадьбе.
Последние владельцы усадьбы — жена Михаила Адриановича Устинова (сына Адриана Михайловича) Мария Алексеевна Устинова (урождённая Серебрякова) и её 15-летний сын Николай — уехали из имения в 1913 году, накануне Первой мировой войны, продав имение с кумысолечебницей купцу соседнего села Нарышкино — П. П. Макарову, который в 1917 году безвозмездно подарил свою усадьбу советской власти.

## Современное состояние
До настоящего времени от усадьбы Устиновых сохранились в перестроенном виде башня «псевдоготического замка» и (частично) забор. Покровская церковь была разрушена в 1934 году, а спустя четверть века было стёрто с лица земли и кладбище. В 2020 году создано архитектурное освещение фасада здания, проведена очистка окружающего усадьбу пруда «Затон» от илистых осаждений. Сооружение и прилегающая территория является действующим социальным объектом. Адрес объекта: р.п. Беково, ул. Советская 34А. Посещение закрытое (имеется пропускная система). Народное название объекта: «дом отдыха», «дом престарелых», «пансионат». Современное название: «Пансионат ветеранов войны и труда р. п. Беково».
- Беково. Вход в бывшую усадьбу Устиновых. 2011 год.
- Беково. Готический замок. 2011 год.
- Беково. Территория усадьбы Устиновых. 2011 год.
- Беково. Усадьба Устиновых. Столовая. Вид сбоку. 2011 год.
- Беково. Усадьба Устиновых. Мостик. 2011 год.
- Беково. Усадьба Устиновых. Вид на мостик. 2011 год.
- Беково. Усадьба Устиновых. Бывшие ступеньки к озеру Затон. 2011 год.